# Янус (космічний апарат)
«Янус» — запланована космічна місія NASA, яка відправить два космічні зонди «Serenity» (безтурботність) та «Mayhem» (метушня) до астероїдів, які будуть обрані перед запуском. Місія є частиною програми NASA SIMPLEx і мала бути запущена в серпні 2022 року як допоміжне корисне навантаження на Falcon Heavy разом із космічним апаратом Психея. Через затримку в розробці «Психеї», її старт був перенесений на жовтень 2023 року, але така дата запуску зробила недосяжними заплановані цілі «Януса». Наразі нова дата запуску та нова ракета-носій ще не підтверджені.

## Космічні апарати
Дослідження астероїдів проводитимуть два незалежні маленькі космічні апарати масою 36 кг кожний. Космічні апарати спільно розробляють дві команди, що базуються в Університеті Колорадо у Боулдері (на чолі з Деніелом Ширсом) і в Lockheed Martin (на чолі з Джошем Вудом). Два космічні кораблі позначаються як «Янус A» і «Янус B», або ж «Serenity» та «Mayhem».

## Інструменти
Команда «Янус» планує зробити зображення двох астероїдів у видимому та інфрачервоному діапазоні за допомогою камер ECAM-M50 (видима) та ECAM-IR3a (інфрачервона). Ці камери були розроблені Malin Space Science Systems і успішно використані в космічній місії OSIRIS-REx до астероїда Бенну.

## Місія

### Початковий план
3 вересня 2020 року «Янус» успішно пройшов Key Decision Point-C і отримав схвалення для остаточного дизайну апаратного забезпечення. Бюджет місії обмежений сумою в 55 мільйонів доларів США.
Місією керує Офіс програм планетних місій у Космічному центрі Маршалла НАСА в Гантсвіллі. На чолі «Януса» стоїть Університет Колорадо у Боулдері, де працює головний дослідник Деніелом Ширсом, який також проводитиме науковий аналіз результатів місії. Lockheed Martin буде керувати, будувати та експлуатувати космічний корабель.
Після запуску разом з місією «Психея», два космічні апарати «Янус» мали роз'єднатись, зробити оберт навколо Сонця, а потім повернутись до Землі для гравітаційного маневру, який направить кожен з космічних апаратів до одного з двох астероїдів — (175706) 1996 FG3 і (35107) 1991 VH.

### Затримка і нові цілі
Коли дату запуску «Психеї» перенесли з серпня 2022 року на кінець вересня, стало зрозуміло, що «Янус» не зможе відвідати спочатку вибрані астероїди (175706) 1996 FG3 і (35107) 1991 VH, і наукова команда вела пошук нових цілей.
24 червня 2022 року запуск «Психеї» був знову відкладений на невизначену дату після кінця 2022 року. Тоді команда «Януса» визначила, що з такою датою запуску космічний апарат не потрапить на необхідну траєкторію для задоволення наукових вимог місії, і 18 листопада 2022 «Янус» було вилучено з місії «Психея».